# USS Jarvis (DD-38)
USS Jarvis (DD-38) – amerykański niszczyciel typu Paulding  będący w służbie United States Navy w czasie I wojny światowej. Nazwa okrętu pochodziła od Jamesa C. Jarvisa.
Stępkę okrętu położono 1 lipca 1911 w stoczni New York Shipbuilding Company w Camden. Zwodowano go 4 kwietnia 1912, matką chrzestną była Jean King. Jednostka weszła do służby 22 października 1912, pierwszym dowódcą został Lieutenant Commander D. P. Mannix.
Po przejściu rejsu odbiorczego w rejonie Kuby niszczyciel spędził rok operując z Norfolk i pływając po Karaibach. Opuścił Pensacolę 20 kwietnia 1914 by patrolować rejon Tampico i Veracruz w czasie, gdy to ostatnie miasto było okupowane przez oddziały amerykańskie. Wrócił do Norfolk 16 czerwca, operował na Atlantyku do czasu opuszczenia Nowego Jorku 26 maja 1917 by wesprzeć siły amerykańskie operujące w Europie dowodzone przez wiceadmirała Williama S. Simsa. 
Do Queenstown okręt zawinął 11 czerwca odwiedzając po drodze Saint-Nazaire. Pełnił służbę patrolową i eskortową wzdłuż irlandzkiego i angielskiego wybrzeża starając się zwalczać niemieckie okręty podwodne. Dwa razy ratował załogi statków zatopionych przez torpedy U-Bootów. 19 czerwca uratował 41 rozbitków z SS "Batoum" w pobliżu wybrzeża Irlandii uszkodzone przez UB-17, dobitego zaś przez U-61. Po podniesieniu rozbitków z "Batoum", niszczyciel starał się zapobiec możliwemu atakowi torpedowemu i ustawił się pomiędzy SS "Mechanician" a potencjalnym miejscem przebywania niemieckiego okrętu podwodnego. 25 lipca wyciągnął z wody 22 ocalałych marynarzy z brytyjskiego statku handlowego "Purley" na Morzu Północnym (ofiara U-46).
"Jarvis" operował z Queenstown do 15 lutego 1918, gdy popłynął do Brestu we Francji by chronić aliancką żeglugę w pobliżu wybrzeża francuskiego. Pełnił służbę patrolową bazując w Breście do 28 grudnia. Wtedy, po podpisaniu rozejmu, odpłynął do Stanów Zjednoczonych. Do Filadelfii dotarł 12 stycznia 1919 i wznowił operacje w pobliżu atlantyckiego wybrzeża USA. Do Filadelfii niszczyciel wrócił 21 lipca i został wycofany ze służby 26 listopada. Zgodnie z ustaleniami londyńskiego traktatu morskiego z 1930 został sprzedany na złom 23 kwietnia 1935.